# Броди (Жарський повіт)
Броди (пол. Brody, нім. Pförten) — місто в Польщі, у гміні Броди Жарського повіту Любуського воєводства.
Населення — 969 осіб (2011).
У 1975-1998 роках село належало до Зеленогурського воєводства.

## Демографія
Демографічна структура станом на 31 березня 2011 року:
|          | Загалом | Допрацездатний вік | Працездатний вік | Постпрацездатний вік |
| -------- | ------- | ------------------ | ---------------- | -------------------- |
| Чоловіки | 478     | 100                | 351              | 27                   |
| Жінки    | 491     | 95                 | 317              | 79                   |
| Разом    | 969     | 195                | 668              | 106                  |